# Львовский драматический театр имени Леси Украинки
Львовский академический драматический театр имени Леси Украинки (укр. Львівський академічний драматичний театр імені Лесі Українки) — драматический театр во Львове (Украина). Занимает здание по почтовому адресу: город Львов, улица Городоцкая, дом № 36.

## История театра

### Драматический театр Западного оперативного командования
Драмати́ческий теа́тр За́падного операти́вного кома́ндования был сформирован в ноябре 1931 года в Киеве как Всеукраинский драматический театр Красной армии. В 1941—1942 годах театр находился на Юго-Западном фронте. В 1942 года театр был эвакуирован в Читу и получил название Театра Забайкальского фронта. В октябре 1944 года театр был направлен в Одессу. 30 декабря 1953 года его направили во Львов взамен Театра оперетты и музыкальной комедии (который был направлен в Одессу, ныне носит имя Михаила Водяного). Здесь театр получил новое название — Драматический театр Прикарпатского военного округа, а с 17 марта 1998 года, после переименования ПрикВО — Драматический театр Западного оперативного командования. В конце 2005 года появилась информация, что Министерство обороны Украины стремится избавиться от этого театра по финансовым причинам. С 2008 года изменилось название — Львовский муниципальный театр. С апреля 2011 года носит нынешнее название — Львовский драматический театр им. Леси Украинки.

## Здание театра ЗОК

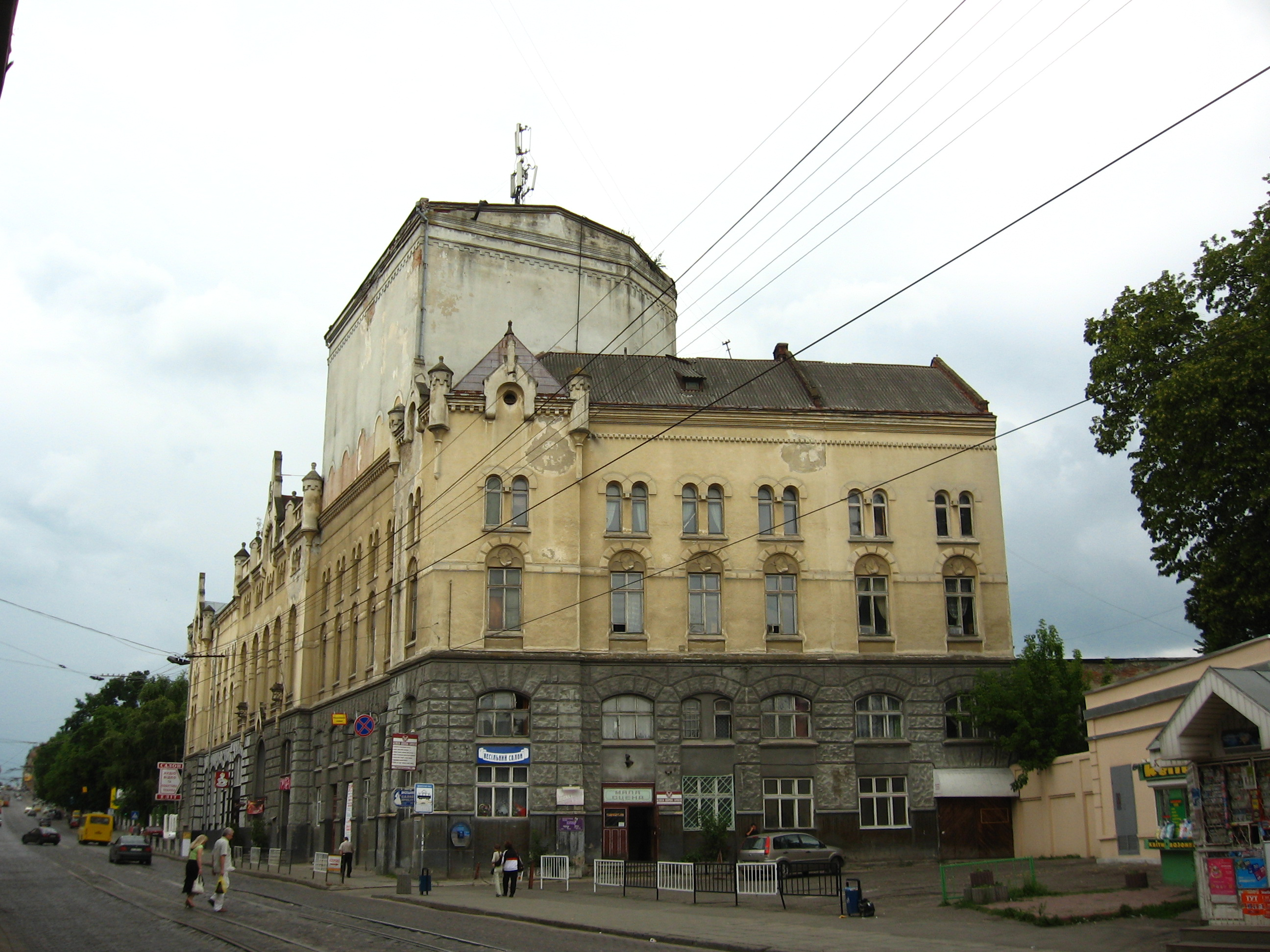
Здание Театра Западного оперативного командования

Здание, которое занимал театр ПрикВО, было построено в 1908 году на участке, который принадлежал костёлу Святой Анны, а до этого (в XVIII веке) этот участок земли принадлежал монахам-августинцам. Архитекторами сооружения были З. Кендзерский и А. Опольский. Здесь должен был расположиться Католический дом, который задумывался как клуб, театр, место для молитвы. Однако, нижние этажи использовались для виноторговли, а театр занял верхние этажи. В 1913 году здесь открыли кинотеатр, затем один из польских театров Львова, в 1944–1948 – кинотеатр «Москва»,  с 1947 года — Львовский театр музыкальной комедии (основан режиссёром Изакином Гриншпуном), где начинали свою работу Михаил Водяной и О. Ковбасинская. В начале 1954 года здесь разместился театр ПрикВО, который во Львове выполнял функции театра русской драмы.
В 1980-х началось строительство для театра русской драмы на улице Стрыйской, где планировалось построить новый общественный центр, который бы также включал здания областного комитета коммунистической партии и дом офицеров. Во второй половине 1980-х строительство было заморожено, завершено только здание, предназначенное для обкома партии (ныне — здание Львовской государственной налоговой администрации).

## Труппа театра за все годы его существования
- Блавацкий, Владимир Иванович (1938—1939)
- Геляс, Ярослав Томович (1939—1941)
- Дальский, Владимир Михайлович (1954—1957)
- Дехтярёва, Зинаида Николаевна (1954—2004)
- Калачевская, Любовь Филипповна (1959–1985)
- Колтовской, Игорь Анатольевич (1991—1997)
- Кравчук, Анатолий Андреевич(1985–2000)
- Полежаев, Георгий Михайлович (с 1937)
- Соколов, Александр Львович (1958—1960), режиссёр
- Щербаков, Виктор Геннадиевич (с 1970)

## Награды
- Орден Красной Звезды (10 августа 1981 года) — за заслуги в развитии советского театрального искусства[1].